# Veronic Malack
Veronic Malack (geb. am 25. Dezember 1990 oder 25. Dezember 1997) ist eine gambische Fußballspielerin.

## Leben
In ihrer Schulzeit spielte sie als Spielführerin im Team der Abuko Upper Basic School in Abuko und wurde später an der Gambia Senior Secondary School als beste Spielerin ausgezeichnet. Ihr Vater Omar Malack unterstützte sie bei ihren sportlichen Aktivitäten.
2015 trat sie als Botschafterin für das Projekt Live your Goals des Fußball-Weltverbands FIFA in Erscheinung.
Um 2018 engagierte sie sich in der studentischen Vereinigung ECOMANSA (Economic and Management Students' Association) der Universität von Gambia.

### Verein
Malack begann ihre Karriere bei den Eastern Lions und blieb dem Verein treu. Sie spielte dort im Mittelfeld. 2007 wurde sie mit acht Toren Torschützenkönigin in der ersten Liga. Ihr Team, dessen Spielführerin sie war, beendete die Saison auf Platz vier. Ende 2007 spielte sie für Abuko United. Um 2012 spielte sie für den Interior FC.

### Nationalteam
Ende 2007 und 2009 gehörte sie einer Vorauswahl an, aus der ein gambisches Nationalteam der Frauen entstehen sollte. 2012 war sie Teil des U-17-Teams, das sich für die U-17-Fußball-Weltmeisterschaft der Frauen in Aserbaidschan qualifizieren konnte. Ihr Geburtsjahr wurde dort mit 1997 angegeben. Das Team verlor alle drei Gruppenspiele deutlich und wurde Gruppenletzter.